# بير نيلسون (لاعب جمباز فني)
بير نيلسون (بالسويدية: Per Nilsson)‏ هو لاعب جمباز فني سويدي، ولد في 4 يناير 1890 في ستوكهولم في السويد، وتوفي بنفس المكان في 18 يونيو 1964.

## وصلات خارجية
- بير نيلسون على موقع اللجنة الأولمبية الدولية (الإنجليزية)
- بير نيلسون على موقع أوليمبيديا (الإنجليزية)
- بير نيلسون على موقع اللجنة الأولمبية السويدية (السويدية)